# Johann Friedrich Treiber
Johann Friedrich Treiber (* 21. August 1642 in Osthausen; † 15. April 1719 in Arnstadt) war ein deutscher Historiker.

## Leben
Treiber war Lehrer und Rektor am Gymnasium in Arnstadt. Er machte sich verdient mit seinen Fachbüchern zur Geschichte des Fürstlichen Hauses Schwarzburg.

## Werke (Auswahl)
- Genealogia et chorographia Schwartzenburgica, 1718
- Geschlechts- und Landes-Beschreibung des Durchlauchtigsten Hauses Schwarzburg, 1756 E-Book